# Jeanne Kalogridis
Jeane Kalogridis (* 17. prosince 1954) je americká spisovatelka, která je známa pod pseudonymem J. M. Dillard jako autorka řady knih ze fiktivního světa Star Treku. V posledních letech jí pod vlastním jménem vychází i historické romány. Je vdaná a žije s rodinou v Kalifornii.

## Životopis
Své dětství prožila ve střední Floridě. Zde také absolvovala universitní studia na University of South Florida se zaměřením na jazyky (mj. ruštinu). Pak se několikrát kvůli dalšímu studiu a zaměstnání stěhovala, ve Washingtonu DC působila jako učitelka angličtiny pro cizince, žila i ve Vermontu, nakonec se vdala a s manželem a psy usadila v jižní Kalifornii. Věnuje se psaní knih. Je známá i zájmem o jógu, buddhismus a patchwork.

## Napsané knihy
- Trilogie Deníky rodiny Drákulů
- Planoucí časy – historická fantasy

### Star Trek
V České republice byly vydány pod pseudonymem J.M.Dillard tyto její práce
- Nejzazší hranice, z roku 1992, přepis stejnojmenného filmu
- Neobjevená země, přepis stejnojmenného filmu
- Nemesis z roku 2002, přepis stejnojmenného filmu
- Vyslanec z roku 1993, přepis TV epizod